# Station Saint-Ghislain
Station Saint-Ghislain is een spoorwegstation langs spoorlijn 97 (Bergen - Quiévrain) in de stad Saint-Ghislain. Het is gebouwd naar een 19e-eeuws ontwerp van architect Henri Fouquet. Naast het station bevindt zich een terrein met een uitgebreide sporenbundel, bestemd voor het uitwijken van treinstellen.
Van hier vertrekken de spoorlijnen 78 (Saint-Ghislain - Doornik) en 100 (Saint-Ghislain - Tertre (- Maffle)). Vroeger vertrokken hier ook de spoorlijnen 90 (Saint-Ghislain - Denderleeuw), 99 (Saint-Ghislain - Warquignies) en 102 (Saint-Ghislain - Frameries).

## Faciliteiten
In het stationsgebouw is een café aanwezig met biljarttafels. Er is een gratis fietsstalling.
In de loop van 2021 werden de loketten gesloten en werd het station een stopplaats.
Alhoewel er spoorweghaltes dichter bij Dour zijn, wordt dit station omwille van zijn goede voorzieningen gebruikt om tijdens het jaarlijkse Dour Festival duizenden festivalgangers ter plaatse te voeren. Frequente busdiensten verzorgen dan verder transport naar Dour, vier dagen lang.

## Treindienst
| Serie       | Treinsoort            | Route | Bijzonderheden                                            |
| ----------- | --------------------- | --- | --------------------------------------------------------- |
| IC 14       | Intercity (NMBS)      | Quiévrain – Saint-Ghislain – Bergen – Brussel-Zuid – Leuven – Luik-Guillemins                                  | Rijdt alleen op werkdagen.                                |
| IC 19       | Intercity (NMBS)      | Kortrijk – Moeskroen – Herzeeuw – Froyennes – /Doornik – Saint-Ghislain – Bergen – Charleroi-Centraal – Namen  | Eerst en laatste ritten van/naar Kortrijk.                |
| IC 25       | Intercity (NMBS)      | Moeskroen – Doornik – Saint-Ghislain – Bergen – Charleroi-Centraal – Namen – Luik-Guillemins – Herstal – Liers | Rijdt in het weekend tussen Moeskroen en Liers.           |
| L 4650      | L-trein (NMBS)        | Quévy – Bergen – Saint-Ghislain – [ Doornik – Moeskroen ] / [ Quiévrain ]                                      | Rijdt in het weekend tussen Bergen en Quiévrain.          |
| P 7560/8560 | Piekuurtrein (NMBS)   | Bergen – Saint-Ghislain – [ Quiévrain ] / [ Doornik ]                                                          | Rijdt alleen op werkdagen.                                |
| P 7580/8580 | Piekuurtrein (NMBS)   | Aat – Bergen – Saint-Ghislain – Doornik                                                                        | Rijdt alleen op werkdagen. Een trein verder naar Doornik. |
| P 7800/8800 | Piekuurtrein (NMBS)   | Quiévrain – Saint-Ghislain – Bergen – Brussel-Zuid – Schaarbeek                                                | Rijdt alleen op werkdagen.                                |
| P 7860/8860 | Piekuurtrein (NMBS)   | Bergen – Saint-Ghislain – [ Quiévrain ] / [ Doornik ]                                                          | Rijdt alleen op werkdagen.                                |
| ICT 6700    | Toeristentrein (NMBS) | Charleroi-Centraal – Bergen – Saint-Ghislain – Doornik – Moeskroen – Brugge – Blankenberge                     | Rijdt in juli en augustus.                                |

## Galerij

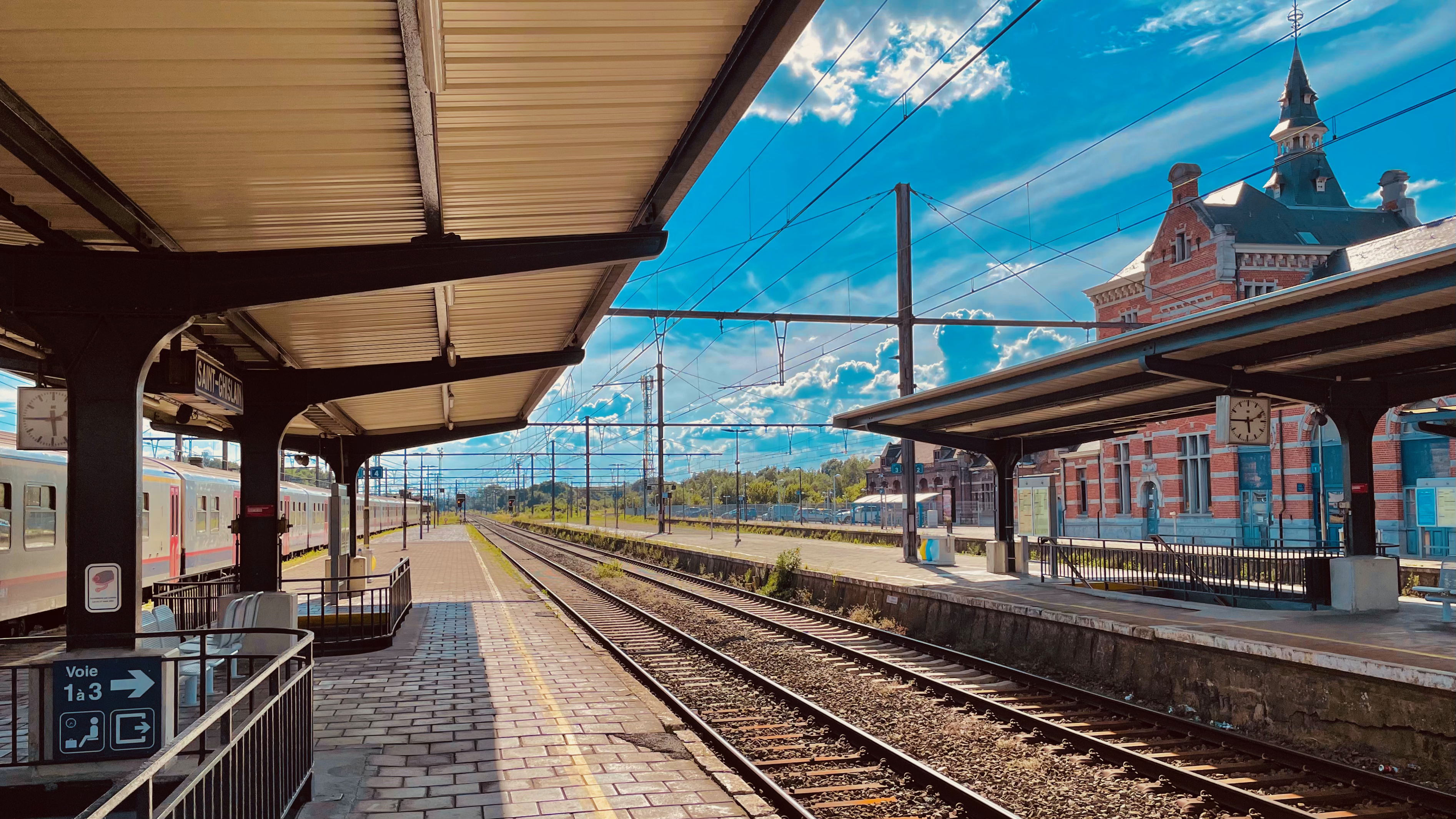
Zicht op het perron
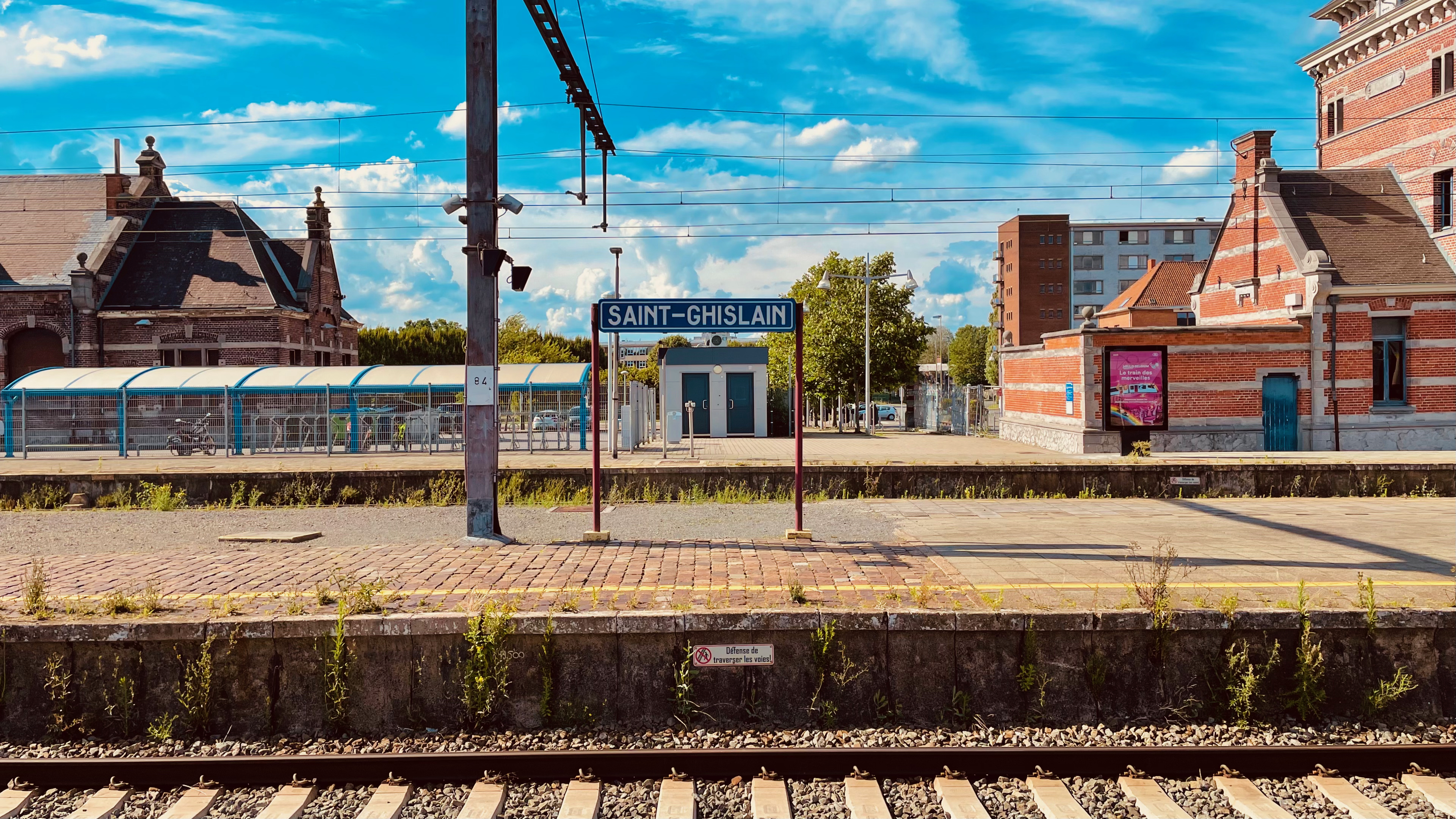
Plaatsnaambord
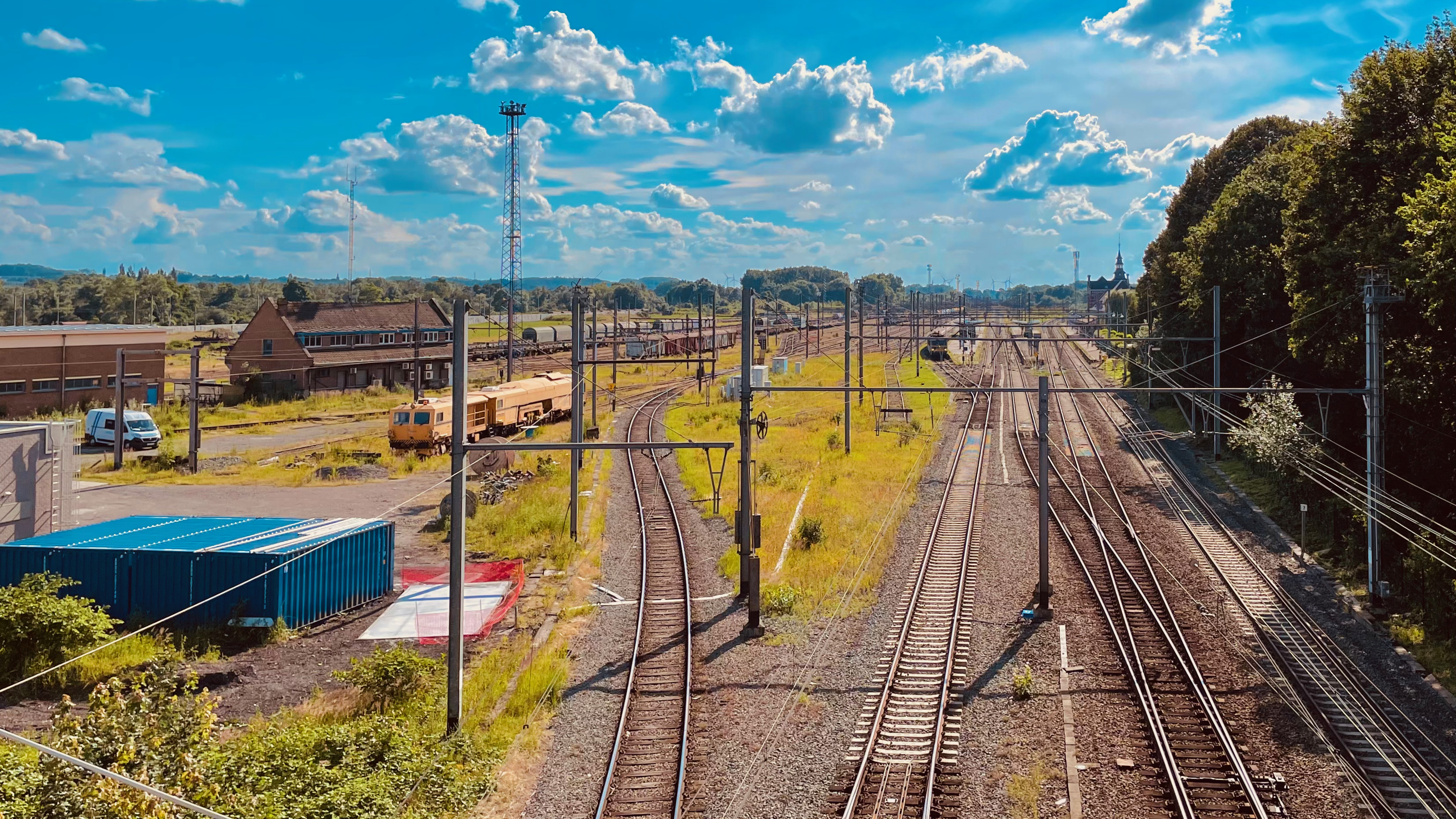
Zicht op de sporen
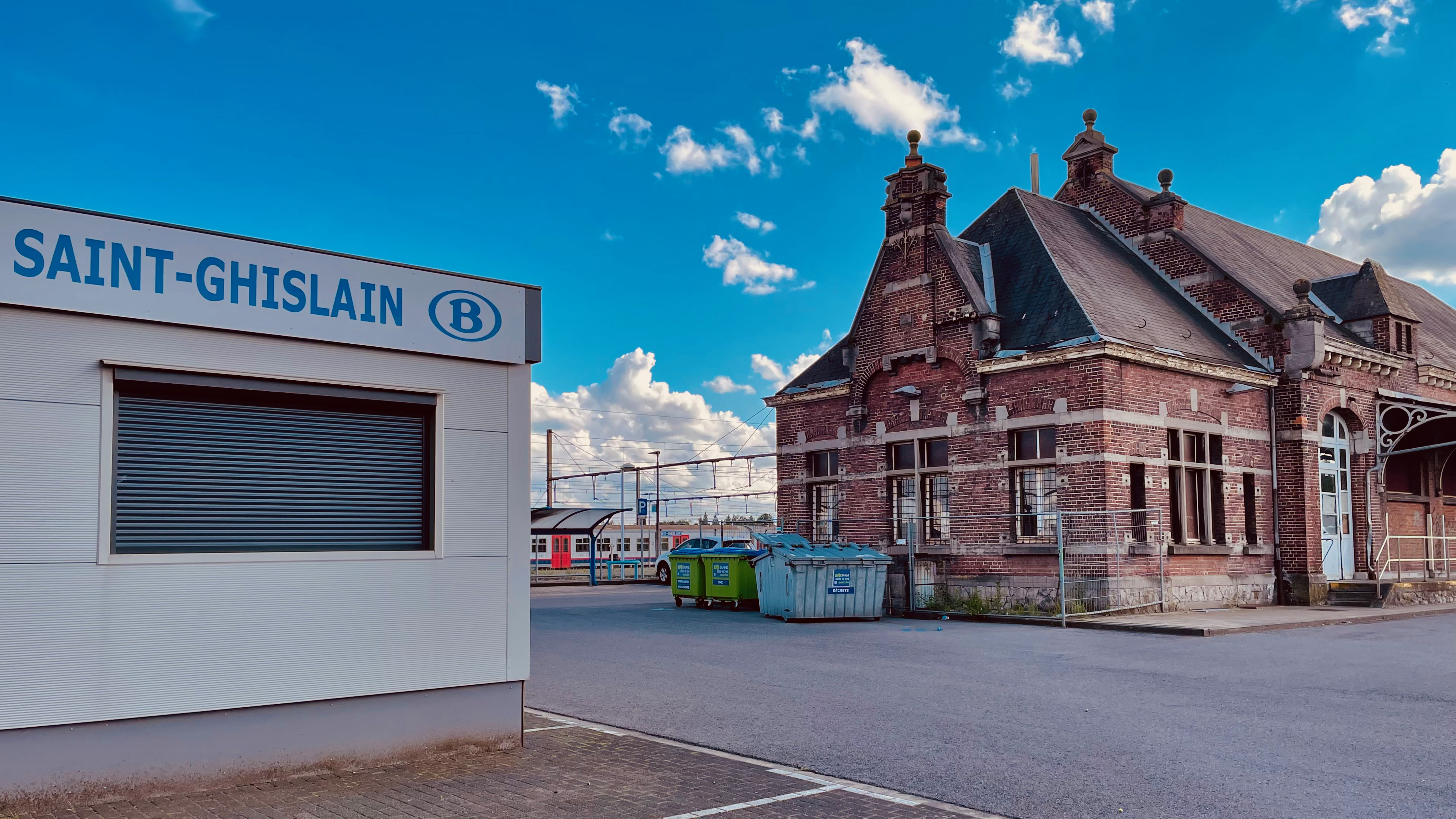
Zijgebouw
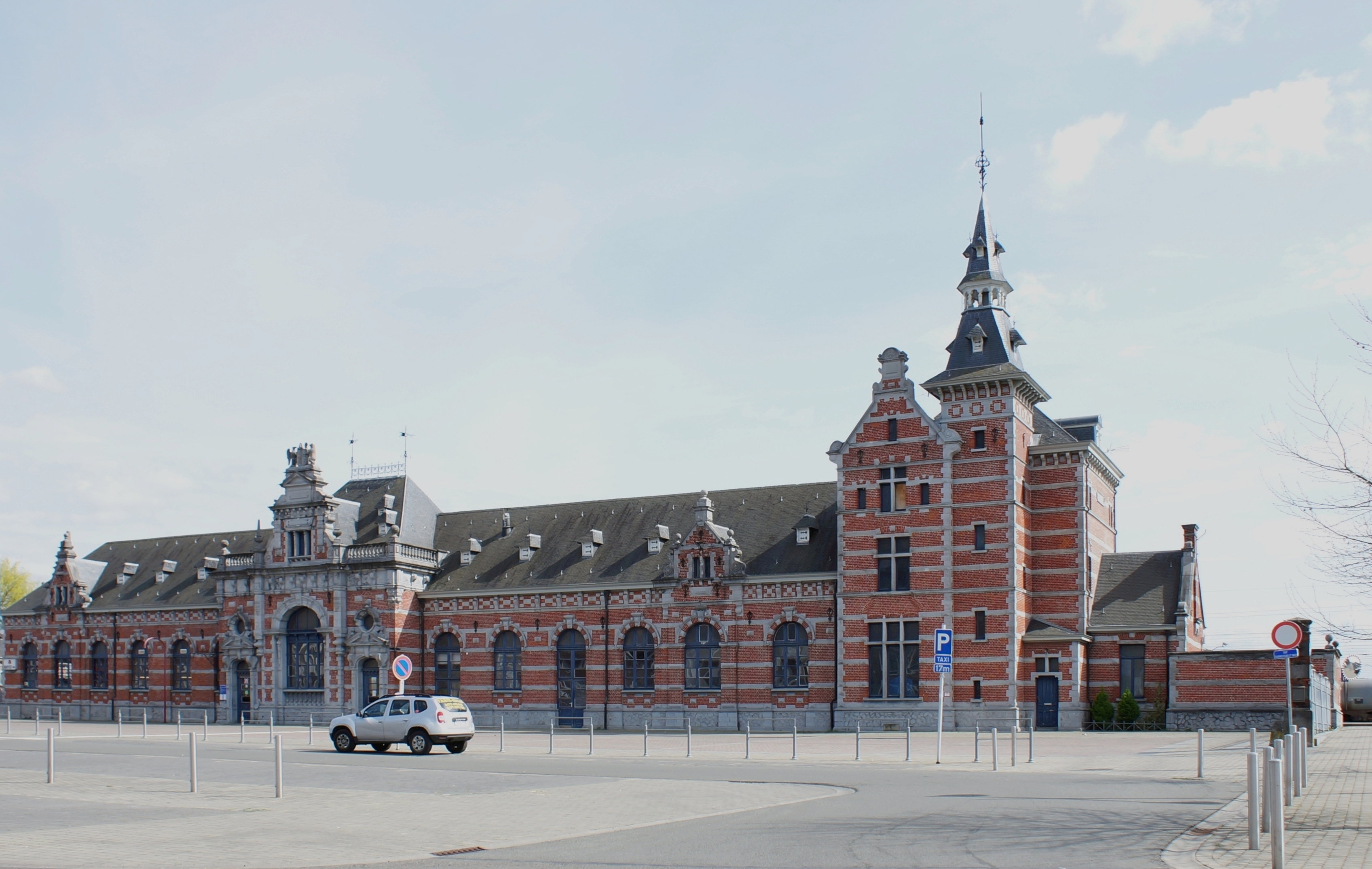
Gevel aan de straatkant
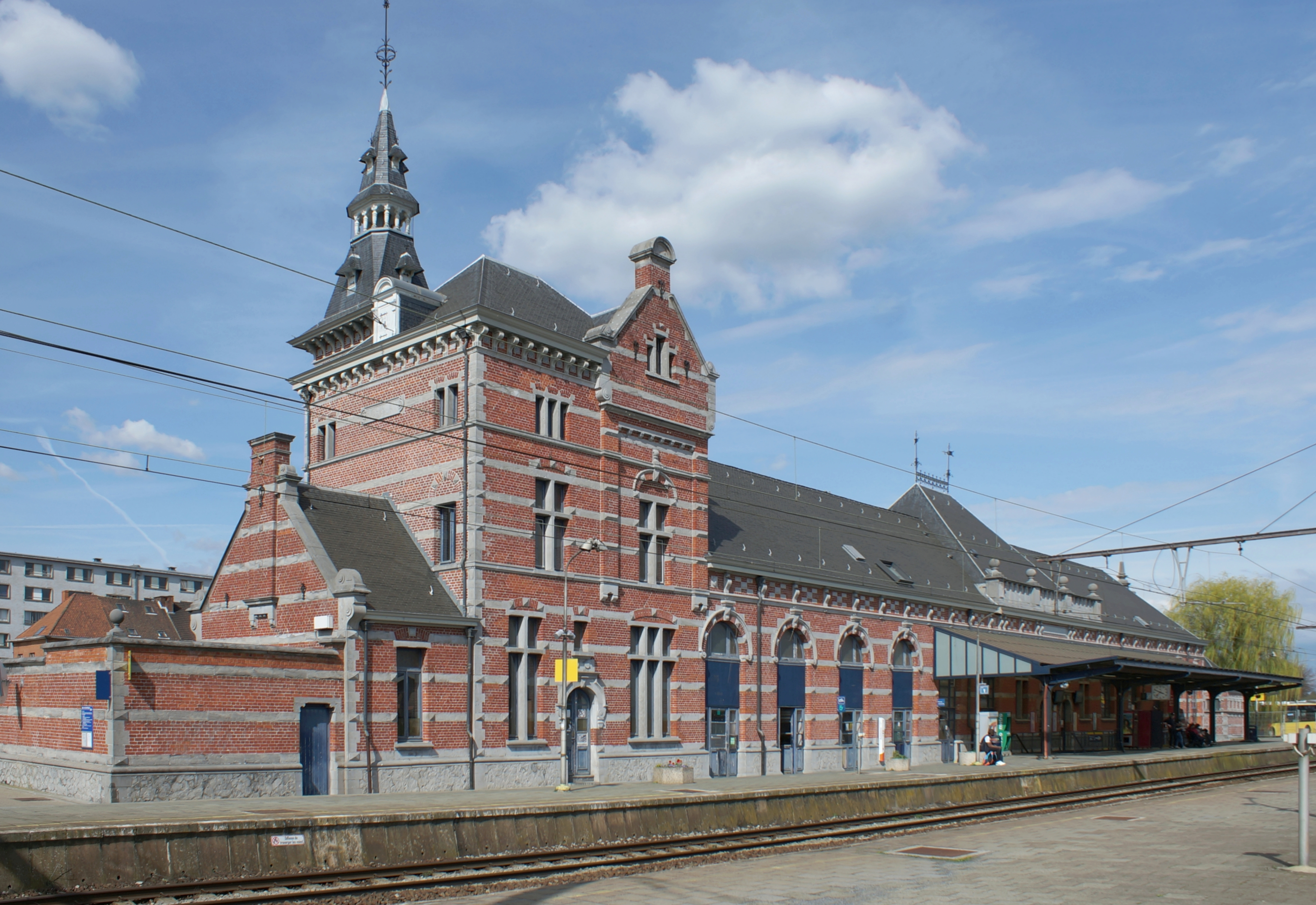
Gevel aan de kant van de sporen
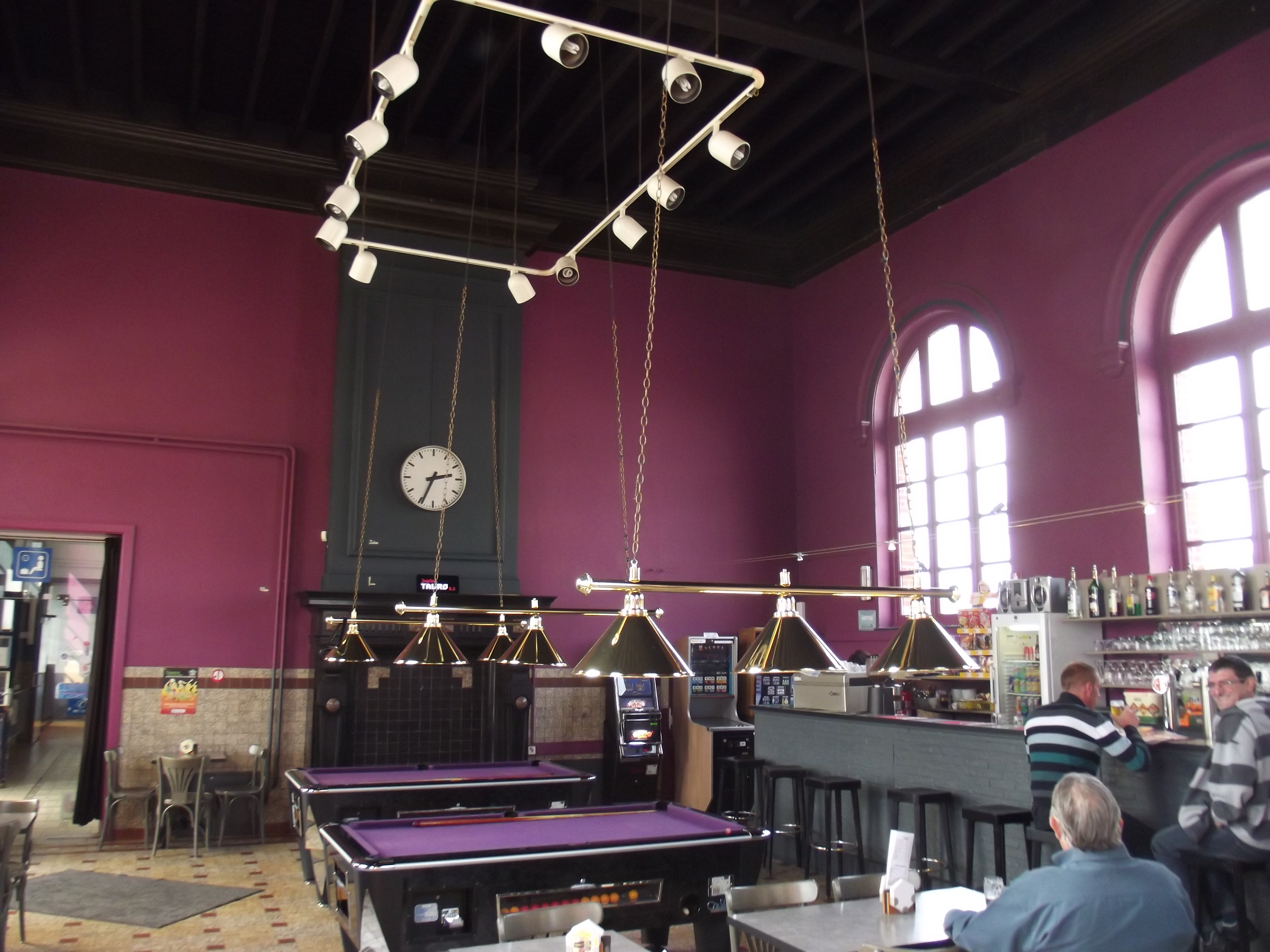
Café met biljarttafels

## Reizigerstellingen
De grafiek en tabel geven het gemiddeld aantal instappende reizigers weer op een week-, zater- en zondag.
| Tabel: aantal instappende reizigers station Saint-Ghislain | Tabel: aantal instappende reizigers station Saint-Ghislain | Tabel: aantal instappende reizigers station Saint-Ghislain | Tabel: aantal instappende reizigers station Saint-Ghislain |
|                                                            | Weekdag                                                    | Zaterdag                                                   | Zondag                                                     |
| ---------------------------------------------------------- | ---------------------------------------------------------- | ---------------------------------------------------------- | ---------------------------------------------------------- |
| 1977                                                       | 5 602                                                      | 1 309                                                      | 1 307                                                      |
| 1978                                                       | 6 320                                                      | 1 532                                                      | 1 274                                                      |
| 1979                                                       | 4 631                                                      | 1 339                                                      | 1 044                                                      |
| 1980                                                       | 5 000                                                      | 973                                                        | 1 050                                                      |
| 1981                                                       | 5 155                                                      | 971                                                        | 739                                                        |
| 1982                                                       | 5 019                                                      | 1 052                                                      | 925                                                        |
| 1983                                                       | 4 949                                                      | 1 141                                                      | 799                                                        |
| 1984                                                       | 4 335                                                      | 915                                                        | 825                                                        |
| 1985                                                       | 4 112                                                      | 856                                                        | 880                                                        |
| 1986                                                       | 4 225                                                      | 915                                                        | 896                                                        |
| 1987                                                       | 3 339                                                      | 854                                                        | 697                                                        |
| 1988                                                       | 4 239                                                      | 1 191                                                      | 1 021                                                      |
| 1989                                                       | 4 695                                                      | 1 020                                                      | 972                                                        |
| 1990                                                       | 4 136                                                      | 1 105                                                      | 813                                                        |
| 1991                                                       | 4 076                                                      | 1 199                                                      | 971                                                        |
| 1992                                                       | 4 364                                                      | 1 186                                                      | 1 097                                                      |
| 1993                                                       | 4 071                                                      | 985                                                        | 721                                                        |
| 1994                                                       | 4 239                                                      | 975                                                        | 804                                                        |
| 1995                                                       | 2 384                                                      | 586                                                        | 575                                                        |
| 1996                                                       | 2 668                                                      | 35                                                         | 787                                                        |
| 1997                                                       | 2 469                                                      | 613                                                        | 624                                                        |
| 1998                                                       | 2 291                                                      | 510                                                        | 389                                                        |
| 1999                                                       | 2 293                                                      | 617                                                        | 468                                                        |
| 2000                                                       | 2 177                                                      | 639                                                        | 579                                                        |
| 2001                                                       | 1 947                                                      | 606                                                        | 472                                                        |
| 2002                                                       | 1 916                                                      | 486                                                        | 458                                                        |
| 2003                                                       | 2 067                                                      | 489                                                        | 439                                                        |
| 2004                                                       | 1 962                                                      | 590                                                        | 565                                                        |
| 2005                                                       | 2 071                                                      | 524                                                        | 438                                                        |
| 2006                                                       | 2 179                                                      | 488                                                        | 553                                                        |
| 2007                                                       | 2 212                                                      | 768                                                        | 730                                                        |
| 2008                                                       | -                                                          | -                                                          | -                                                          |
| 2009                                                       | 2 116                                                      | 534                                                        | 434                                                        |
| 2010                                                       | -                                                          | -                                                          | -                                                          |
| 2011                                                       | -                                                          | -                                                          | -                                                          |
| 2012                                                       | 2 121                                                      | 503                                                        | 530                                                        |
| 2013                                                       | 2 378                                                      | 822                                                        | 839                                                        |
| 2014                                                       | 1 752                                                      | 779                                                        | 739                                                        |
| 2015                                                       | 2 269                                                      | 512                                                        | 995                                                        |
| 2016                                                       | 2 088                                                      | 647                                                        | 573                                                        |
| 2017                                                       | 2 378                                                      | 607                                                        | 450                                                        |
| 2018                                                       | 2 317                                                      | 736                                                        | 633                                                        |
| 2019                                                       | 2 015                                                      | 624                                                        | 519                                                        |
| 2020                                                       | 1 426                                                      | 325                                                        | 267                                                        |
| 2021                                                       | -                                                          | -                                                          | -                                                          |
| 2022                                                       | 1 636                                                      | 594                                                        | 483                                                        |
| 2023                                                       | 1 895                                                      | 619                                                        | 532                                                        |
| 2024                                                       | 1 914                                                      | 545                                                        | 477                                                        |

0,0: Saint-Ghislain ·
2,6: Boussu-Haine ·
4,6: Hautrage ·
8,4: Ville-Pommerœul ·
11,1: Harchies ·
14,6: Blaton ·
16,5: Basècles-Groeven ·
20,3: Péruwelz ·
25,3: Callenelle ·
28,5: Maubray ·
32,5: Antoing ·
35,2: Vaulx ·
39,0: Doornik
0,0: Denderleeuw ·
1,9: Iddergem ·
4,4: Okegem ·
7,5: Ninove ·
10,2: Eichem ·
12,1: Appelterre ·
13,4: Zandbergen ·
16,1: Idegem ·
17,8: Schendelbeke ·
21,7: Geraardsbergen ·
23,2: Overboelare ·
26,3: Acren · 
28,7: Lessen ·
29,8: Houraing ·
31,8: Papignies ·
33,5: La Cavée ·
35,4: Rebaix ·
39,9: Aat ·
42,1: Maffle ·
45,0: Mévergnies-Attre ·
46,5: Brugelette ·
48,3: Cambron-Casteau ·
52,1: Lens ·
55,6: Jurbeke ·
58,0: Erbisœul ·
66,7: Baudour ·
71,8: Saint-Ghislain
0,0: Bergen ·
4,7: Jemappes ·
6,9: Quaregnon ·
9,5: Saint-Ghislain ·
10,9: Boussu ·
13,2: Hainin ·
14,8: Thulin ·
19,5: Quiévrain
0,0: Saint-Ghislain ·
2,2: Boussu-Route ·
4,7: Warquignies
0,0: Saint-Ghislain ·
5,5: Tertre ·
10,3: Villerot ·
12,1: Sirault ·
14,7: Neufmaison ·
16,1: Vaudignies-Neufmaison ·
17,2: Vaudignies ·
20,8: Chièvres ·
24,2: Maffle
0,0: Saint-Ghislain ·
1,8: Hornu-Route ·
4,2: Monsville ·
7,9: Flénu-Produits ·
10,9: Frameries